# Надежкин, Герасим Мартемьянович
Герасим Мартемьянович Надежкин (1914—1974) — полковник Советской Армии, участник Великой Отечественной войны, Герой Советского Союза (1944).

## Биография
Герасим Надежкин родился 25 октября 1914 года в селе Лемдяй (ныне — Старошайговский район Мордовии). После окончания восьми классов школы работал по комсомольской линии в Красноярском крае. В 1935—1937 годах проходил службу в Рабоче-крестьянской Красной Армии. В 1939 году Надежкин повторно был призван в армию. Участвовал в боях советско-финской войны. В 1941 году Надежкин окончил военно-политическое училище. С августа того же года — на фронтах Великой Отечественной войны.
К февралю 1944 года гвардии майор Герасим Надежкин командовал мотострелковым батальоном 5-й гвардейской отдельной мотострелковой бригады 3-й гвардейской армии 4-го Украинского фронта. Отличился во время освобождения Днепропетровской области Украинской ССР. 6-8 февраля 1944 года батальон Надеждкина переправился через Днепр в районе Никополя и захватил 138 вражеских лодок, использованных для переправы всей бригады. Батальон успешно захватил плацдарм и продержался до переправы всех основных сил. Во время наступления Надежкин одним из первых вошёл в Никополь.
Указом Президиума Верховного Совета СССР от 19 марта 1944 года за «образцовое выполнение заданий командования и проявленные при этом мужество и героизм» гвардии майор Герасим Надежкин был удостоен высокого звания Героя Советского Союза с вручением ордена Ленина и медали «Золотая Звезда» за номером 3479.
После окончания войны продолжил службу в Советской Армии. В 1948 году окончил Военную академию бронетанковых и механизированных войск. В 1964 году в звании полковника Надежкин был уволен в запас. Проживал и работал сначала в Махачкале, затем в Волгограде. Скончался 21 августа 1974 года, похоронен в Волгограде.
Был также награждён орденами Красного Знамени, Богдана Хмельницкого 3-й степени и Александра Невского, двумя орденами Красной Звезды, рядом медалей.
В честь Надежкина названа улица в Никополе и селе Краснотуранск Красноярского края.